# Onthophagus elegans
Onthophagus elegans là một loài bọ cánh cứng trong họ Bọ hung (Scarabaeidae).